# Anson (város, Maine)
Anson város az USA Maine államában, Somerset megyében. Lakosainak száma 2291 fő (2020. április 1.).

## Népesség
A település népességének változása:

| 2010 | 752   |
| 2020 | 2 291 |